# Ielmo Marinho
Ielmo Marinho é um município brasileiro do estado do Rio Grande do Norte. De acordo com o Censo Demográfico do IBGE (Instituto Brasileiro de Geografia e Estatística) no ano 2022, sua população era de 11.615 habitantes e sua taxa de urbanização é de 12,7%, o que lhe classifica como o município menos urbanizado do estado. Ielmo Marinho é também o segundo maior produtor de abacaxi do estado do Rio Grande do Norte, atrás apenas de Touros, e o décimo quinto do país.

## História
Localizada na antiga povoação de Poço Limpo, no agreste norte-riograndense, Ielmo Marinho tem raízes históricas que remontam ao período em que fazia parte de Natal, também foi um dos dezoito povoados de São Gonçalo.
Às margens do Rio Potengi, a região prosperou com terras dedicadas à criação de gado e ao plantio, vivendo uma época áurea de alegria e fartura nos finais do século XIX. Em 1877, Poço Limpo já era citado como um povoado importante por Ferreira Nobre.
O atual nome do município foi sugerido pelo deputado Manoel Gurgel em homenagem a Ielmo Marinho de Queiroz, um jovem líder que desapareceu aos 25 anos. Natural de São Paulo do Potengi, Ielmo Marinho sofria de uma doença incurável desde os 8 anos, mas mesmo assim percorria a cavalo o território, promovendo uma notável campanha no campo assistencial. Essa história de dedicação e superação contribui para a identidade e significado do município.

## Geografia
O município de Ielmo Marinho está estrategicamente localizado na mesorregião e microrregião do Agreste Potiguar, fazendo divisa com os municípios de Bento Fernandes, Taipu, Ceará-Mirim, São Pedro, Macaíba, São Gonçalo do Amarante e Santa Maria, cobrindo uma área de 313 km².
A cidade, com coordenadas 05°49’26,4” de latitude sul e 35°33’10,8” de longitude oeste, encontra-se a aproximadamente 45 km da capital Natal, com acesso facilitado pelas rodovias pavimentadas BR-304 e RN-064.
Inserida na Microrregião Homogênea do Agreste Potiguar, Ielmo Marinho faz limite a leste com a microrregião homogênea da Grande Natal. A região possui uma pluviosidade média entre 600mm a 1.000mm por ano, caracterizando um clima predominantemente quente.
A história geográfica da cidade remonta a 1970, quando o IBGE estabeleceu critérios para a divisão do Estado do Rio Grande do Norte em 12 Microrregiões Homogêneas, agrupando municípios com semelhanças não apenas no quadro natural, mas também nos aspectos econômicos e históricos. Ielmo Marinho encontra-se na Região do Agreste Potiguar, refletindo essas semelhanças.
Além da sede municipal, Ielmo Marinho abrange importantes distritos e localidades, conforme registrado pelo IBGE: Jurumenha, Pacavira, Capivara, Alegria, Boa Vista, Lagoa do Meio, Pororocas, Serrote Coberto, Lajinha, Fazenda Nova, Chaparral, Carnaúba, São Sebastiao I, São Sebastiao II, Lagoa de Dentro, Canto de Moça, Nova Descoberta, Lagoa Funda, Oiticica, Umari, Riacho da Telha.

## Economia
A economia é baseada na produção agrícola, com destaque a produção de abacaxi, sendo o maior produtor do estado.
A economia também se destaca a pecuária, e na extração de brita granítica, argila, comum e areia. Seu artesanato é representado pela fabricação de estatuetas e jarros de barro, e pela confecção de redes de dormir e tapetes de agave.

## Política
A gestão do executivo municipal é liderada pela prefeita Rossane Marques Lima Patriota, conhecida como Rossane de Germano, eleita em 2020 com 32,70% dos votos. Na eleição daquele ano, a competição foi intensa, entre Rossane e Fernando de Canto de Moça, obtendo respectivamente 2.988 votos e 2.939 votos, uma diferença de apenas 49 votos. Um ponto peculiar foi a presença de cinco candidaturas para o cargo de prefeito, algo inédito em comparação com eleições anteriores. Os postulantes incluíram Dr. Cássio (então prefeito), Rossane de Germano, Fernando de Canto de Moça, Francenilson e Padre Franklin.
A atual prefeita é esposa do ex-prefeito Germano Jácome Patriota, que exerceu dois mandatos consecutivos de 2005-2008 e 2009-2012. Além disso, Germano é tio do ex-prefeito Bruno Patriota, que foi apoiado por ele na eleição de 2012 e saiu vitorioso.
À medida que nos aproximamos das eleições de 2024, percebe-se que haverá uma disputa entre a atual prefeita, Rossane Marques, e o candidato da oposição, Fernando de Canto de Moça.
Em setembro de 2015 o prefeito Bruno Patriota foi afastado por determinação judicial. Patriota foi filmado pagando propina para uma testemunha mudar o depoimento em um processo administrativo que corre contra ele na câmara municipal.
Seu substituto, Francenilson Alexandre dos Santos, foi preso em julho de 2016. Foi acusado pelo Ministério Público Estadual de corrupção ativa, após ter oferecido cargos públicos municipais e dinheiro para os vereadores arquivarem o processo de sua cassação, que foi arquivado. O Vereador José Roberto teriam recebido a promessa de valores, além de terem familiares nomeados para cargos na prefeitura.